# Ciechowice
Ciechowice (niem. Schichowitz, w latach 1936-1945 Oderbrück,  pol. po wojnie przejściowo Szychowice) – wieś w Polsce położona w województwie śląskim, w powiecie raciborskim, w gminie Nędza, na prawym brzegu Odry.
W latach 1975–1998 miejscowość położona była w województwie katowickim.

## Historia
Ciechowice po raz pierwszy występują w dokumentach w 1292 r. Mieszkańcy wsi zajmowali się wypalaniem cegieł z lokalnej gliny oraz pasiecznictwem. Kilka łąk należało do zamku w Raciborzu. W 1531 r. wieś występuje jako Czykowitze, w 1567 roku jako Schychowicz, od 1920 r. nosi nazwę Szychowice (Schichowitz), a obecna nazwa (Ciechowice) została jej nadana w 1945 r. 
Od początku XIX wieku właścicielami wsi byli książęta von Ratibor, którzy rezydowali w Rudach. We wsi znajduje się kilka budynków z końca XIX w., murowana kapliczka z początku XX w., kamienny krzyż Boża Męka z figurką Matki Boskiej Bolesnej z 1876 r. i ruiny mostu na Odrze wysadzonego w 1945 przez niemieckie wojsko.
Pomiędzy Grzegorzowicami i Ciechowicami działa przeprawa promowa na Odrze

## Urodzeni
- Adolf Warzok, polski działacz harcerski i lekarz
- Jan Skuratowicz, historyk sztuki, samorządowiec, dr hab. nauk o sztukach pięknych

## Transport
Przez wieś przebiegają drogi wojewódzkie: 421 i 915.